# Geestgrond

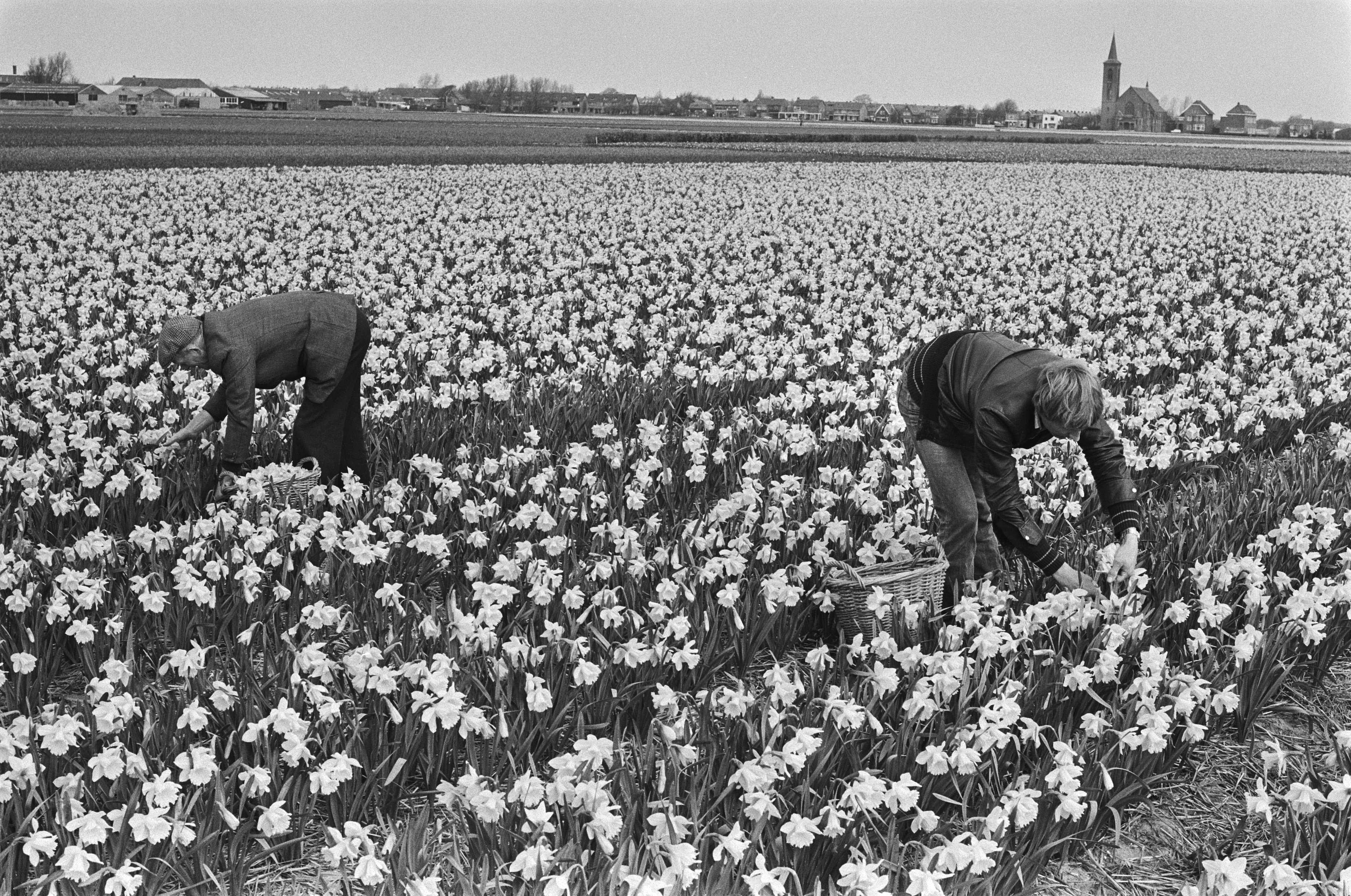
Narcissenteelt op de geestgronden bij De Zilk (1980)

Geestgrond is een deels verouderde aanduiding voor oude cultuurgrond in het duinengebied van Noord- en Zuid-Holland. De term dient vooral om de afgezande strandwallen die worden gebruikt voor de bloembollenteelt te kenschetsen. Geestgronden bestaan uit duinzand dat vermengd is met klei, veen of ander humusrijk materiaal dat van elders is aangevoerd. Ze zijn ontstaan uit middeleeuwse akkercomplexen en als zodanig verwant met de essen op de hogere zandgronden. Bodemkundig gezien behoren de geestgronden - net als esgronden - tot de enkeerdgronden.
De  term 'geestgrond' werd in 1765 geïntroduceerd door de landbouwkundige Johannes le Francq van Berkhey, Hij is vermoedelijk afgeleid van de term 'geest' of 'geestland', maar mag daarmee niet worden verward. Vanaf de 12e eeuw werden de in cultuur gebrachte gronden op de strandwallen langs de duinen als gēstlant (ghiestlant) aangeduid. Het geestland vormde vanouds een aparte categorie in de belastingheffing..
Het grondmengsel is erg geschikt voor de bloembollenteelt. De bollenstreek langs de Noord- en Zuid-Hollandse kust heeft zich kunnen ontwikkelen dankzij de aanwezigheid van geestgrond.
Hoewel het duinzand eveneens van elders kan zijn aangevoerd gaat het meestal om vlak land dat is achtergebleven na het afgraven van het duin. Geestgronden bevinden zich daardoor meestal langs de kust aan de landzijde van het duingebied. Geestgronden zijn vaak omgeven door kleigronden of laagveen.
Het toponiem -geest is vooral terug te vinden in veld- en plaatsnamen, bijvoorbeeld Oegstgeest en Uitgeest. Vaak waren dat van oorsprong geestnederzettingen. Het woord is echter ouder en duidt in Nederland, Vlaanderen, Noord-Duitsland (Duits Geest) en Denemarken een zanderige en relatief onvruchtbare verhoging in een polder- of rivierlandschap aan. De specifieke betekenis in de Hollandse duinenstreek moet in de loop van de middeleeuwen zijn ontstaan. Beide termen hebben dus eenzelfde oorsprong.